# Wolfhart Schultz
Wolfhart Schultz (* 26. März 1937; † 17. August 1992) war ein deutscher Biologe und Direktor des Instituts für Haustierkunde Kiel.
Schultz engagierte sich sehr für den Vogelschutz und die Vogelforschung in Schleswig-Holstein und ab 1990 auch in Mecklenburg-Vorpommern. Er leitete das Institut für Haustierkunde in Kiel und die Biologische Station (Vogelschutzwarte) der Universität Kiel im Nationalpark Schleswig-Holsteinisches Wattenmeer. An der Universität war er von 1970 bis 1974 als Dozent und ab 1974 als Professor tätig und war mit Naturschutzfragen des Washingtoner Artenschutz-Übereinkommen für Wirbeltiere beauftragt. In Stralsund leitete er die Arbeitsgemeinschaft Kleinwale am Deutschen Meeresmuseum.

## Werke
- Handbuch der Zoologie /Handbook of Zoology Bd 8: Der Magen-Darm-Kanal der Monotremen und Marsupialier, Verlag de Gruyter, 1. Auflage 1976, ISBN 3-11-005737-9

| Personendaten    | Personendaten     |
| ---------------- | ----------------- |
| NAME             | Schultz, Wolfhart |
| KURZBESCHREIBUNG | deutscher Biologe |
| GEBURTSDATUM     | 26. März 1937     |
| STERBEDATUM      | 17. August 1992   |